# 일본국 헌법 제5조
일본국 헌법 제5조(일본어: 日本国憲法第5条)은 일본국 헌법 제1장 "천황"의 조문 중 하나이다. 섭정에 대해 규정하고 있다.

## 조문
일본국 헌법 제5조
황실전범이 정하는 바에 의하여 섭정을 둘 때는, 섭정은 천황의 이름으로 그 국사에 관한 행위를 한다. 이 경우에는 전조 제1항의 규정을 준용한다.

## 해설
일본국 헌법은 천황을 대신해 천황의 자격으로 집무를 행하는 제도로서 섭정을 허용한다. 섭정을 두는 경우에 관한 상세한 것은 황실전범에 규정에 맡겨져 있다. 현행 황실전범에는 제3장에 섭정에 관한 규정이 있는데, 섭정을 두는 경우로는 다음과 같다.
- 천황이 미성년일 경우(황실전범 제16조 제1항)
- 천황이 정신·신체적 중환 또는 중대한 사고로 인해 국사행위를 스스로 할 수 없는 경우로, 황실회의의 심의를 거친 경우(동조 제2항)

섭정은 천황 자신이 국사행위를 할 수 없는 경우에 두는 법정 대행 기관인 헌법 제4조 제2항의 임시 대행과는 달리 천황의 직접적인 위임 없이도 위와 같이 황실전범이 정하는 바의 원인이 생기면 당연히 두도록 되어 있는 것이다. 또한 섭정은 천황의 국사행위를 대행할 뿐, 헌법 제1조에서 규정하고 있는 천황의 "일본국의 상징이자 일본 국민 통합의 상징"으로서의 역할까지 대행하는 것은 아니라는 게 통설이다.
그러나 일본국 헌법 하에서 지금까지 섭정을 두었던 적은 단 한 번도 없다.
일본 제국 헌법에서는 제17조에서 이와 같은 섭정 규정이 있었으며, 실제로 다이쇼 천황 재위 기간인 1921년부터 1926년까지 후에 천황이 되는 첫째 아들 황태자 히로히토 친왕이 섭정을 맡았던 적이 있다.